# Sabine River (Tasman)
Der Sabine River ist ein Fluss im Nelson Lakes National Park in der Region Tasman auf der Südinsel von Neuseeland.

## Geographie
Der Sabine River entsteht durch den Zusammenfluss des Sabine River West Branch mit dem Sabine River East Branch.
- Sabine River West Branch, 9 km Länge, Quelle: 42° 4′ 11″ S, 172° 38′ 36″ O
- Sabine River East Branch, 14 km Länge, Quelle: 42° 5′ 20″ S, 172° 43′ 19″ O

Die beide Flüsse werden durch die bis zu 2340 m hohen Franklin Ridge getrennt und vereinigen sich nördlich des Gebirgszugs bei Sabine Forks. Von dort aus fließt der so neu entstandene Sabine River in Richtung Norden und mündet nach rund 13,7 km Flussverlauf in das südöstliche Ende des Lake Rotoroa.

## Sabine River West Branch
Der Sabine River West Branch entspringt auf einer Höhe von 1880 m an einer steilen Bergflanke, rund 1,7 km westlich des Endes des Rotopōhueroa / Lake Constance, fließt zunächst rund 1,6 km in nordöstliche Richtung, mündet in den Rotomairewhenua / Blue Lake und entwässert den See an seiner nördlichen Seite. Von dort fließt der Sabine River West Branch nach Norden, bis er zusammen mit dem Sabine River East Branch den Sabine River bildet.
Der Rotomairewhenua / Blue Lake bekommt auch einen Teil seines Wassers vom oberhalb liegenden Rotopōhueroa / Lake Constance. Das Wasser sickert durch die Gesteinsschichten und versorgt den unterhalb liegenden kleineren See.

## Sabine River East Branch
Der Sabine River East Branch entspringt östlich des Sabine River West Branch in einem kleinen See, rund 1,5 km südlich des 2300 m hohen Mount McKay und auf einer Höhe von 1820 m gelegen. Nach einem rund 3 km langen, im Uhrzeigersinn verlaufenden Halbkreis, den der noch junge Fluss beschreibt, bewegt sich der Sabine River East Branch nordwärts, um nach insgesamt 14 km Flussverlauf zusammen mit dem Sabine River West Branch den Sabine River zu bilden.

## Wanderwege
Ein Wanderweg, der westliche Zweig des Travers-Sabine Circuit, auf Karten auch als Sabine Track verzeichnet, verläuft entlang des Flusses. Diese Strecke beginnt in Saint Arnaud am Nordende des Lake Rotoiti und folgt dem Travers River hinauf zum subalpinen, 1787 m hohen, Travers Saddle. Von dort steigt er das Tal des Sabine River West Branch und später des Sabine River bis zum Lake Rotoroa hinab. Ein weiterer Weg führt den Sabine River West Branch bis zum Rotomairewhenua / Blue Lake hinauf und setzt sich über den Waiau Pass bis zum Anschluss an den St James Walkway und Lewis Pass fort.
Im Tal des Sabine River zusammen mit dem Sabine River West Branch befinden sich drei Wanderhütten:
- die Sabine Hut am Lake Rotoroa (nahe der Mündung des Sabine River),
- die West Sabine Hut (nahe Sabine Forks) und
- die Blue Lake Hut am gleichnamigen See.[3]